# Chapelle Notre-Dame-de-Bon-Secours de Lavilledieu
Pour les articles homonymes, voir Chapelle Notre-Dame-de-Bon-Secours.
La chapelle Notre-Dame-de-Bon-Secours est une chapelle située à Lavilledieu, en Ardèche.

## Histoire
La chapelle a été érigée au XVIe siècle. Selon l'abbé Mollier, historien, son édification pourrait être liée à la légende de l'ermite Saint Trouvé, Sen Trouba en occitan, traditionnellement imploré par les villageois villadéens dans les temps anciens pour obtenir la venue de la pluie en période de sécheresse. Elle aurait constitué le lieu de rassemblement pour les processions se rendant à "la peiro de Sen Trouba", tombe mythique du saint, à Bayssac. Elle a sûrement été édifiée en remerciement d'une grâce donnée par la Vierge aux habitants. Très petite et plus que modeste à l'origine, elle a été agrandie et reconstruite en 1870 par l'abbé Rogier, curé de Lavilledieu, grâce à de pieuses donations et le concours de tous ses paroissiens auxquels ce sanctuaire a toujours été très cher. Consolidée et restaurée en 1940 par l'abbé Téraube, curé de la paroisse, la chapelle a été totalement rénovée en 1983 par la municipalité.

## Description
La chapelle contient une statue de la Vierge à l'Enfant datant du XIXe siècle, en bois taillé et doré, inscrite aux monuments historiques.

## Galerie

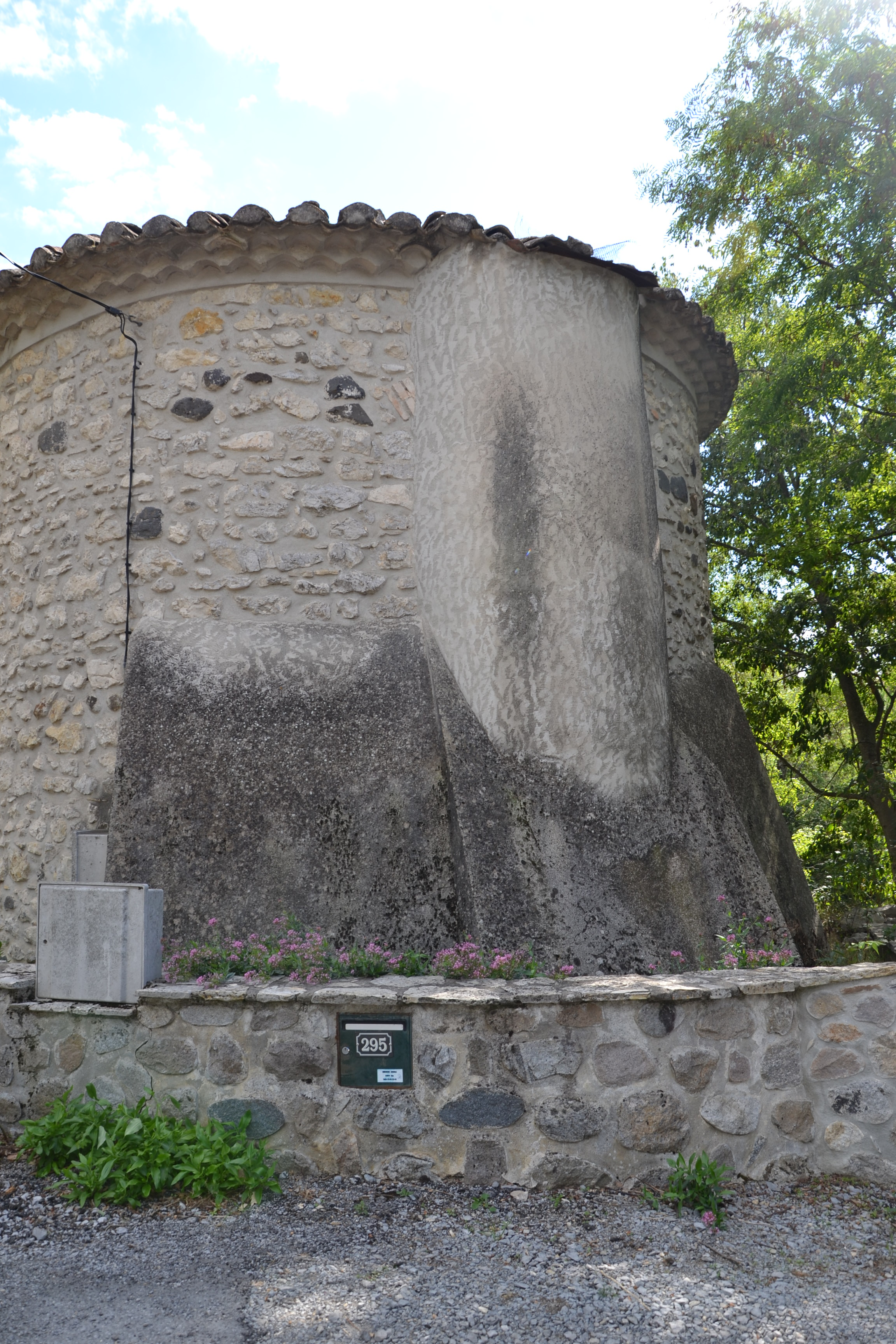
Chœur de la chapelle vu de l'extérieur.
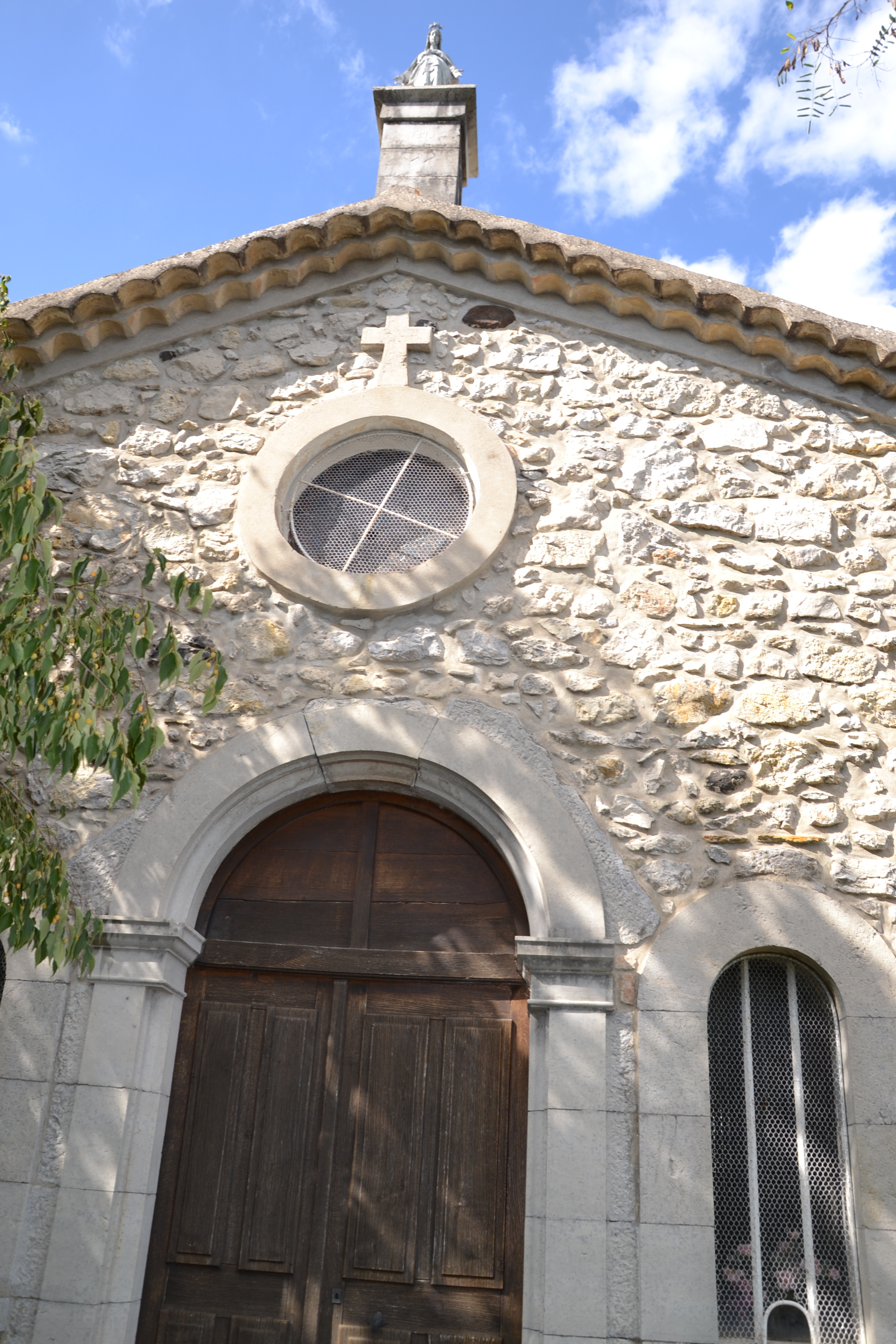
Portail de la chapelle.
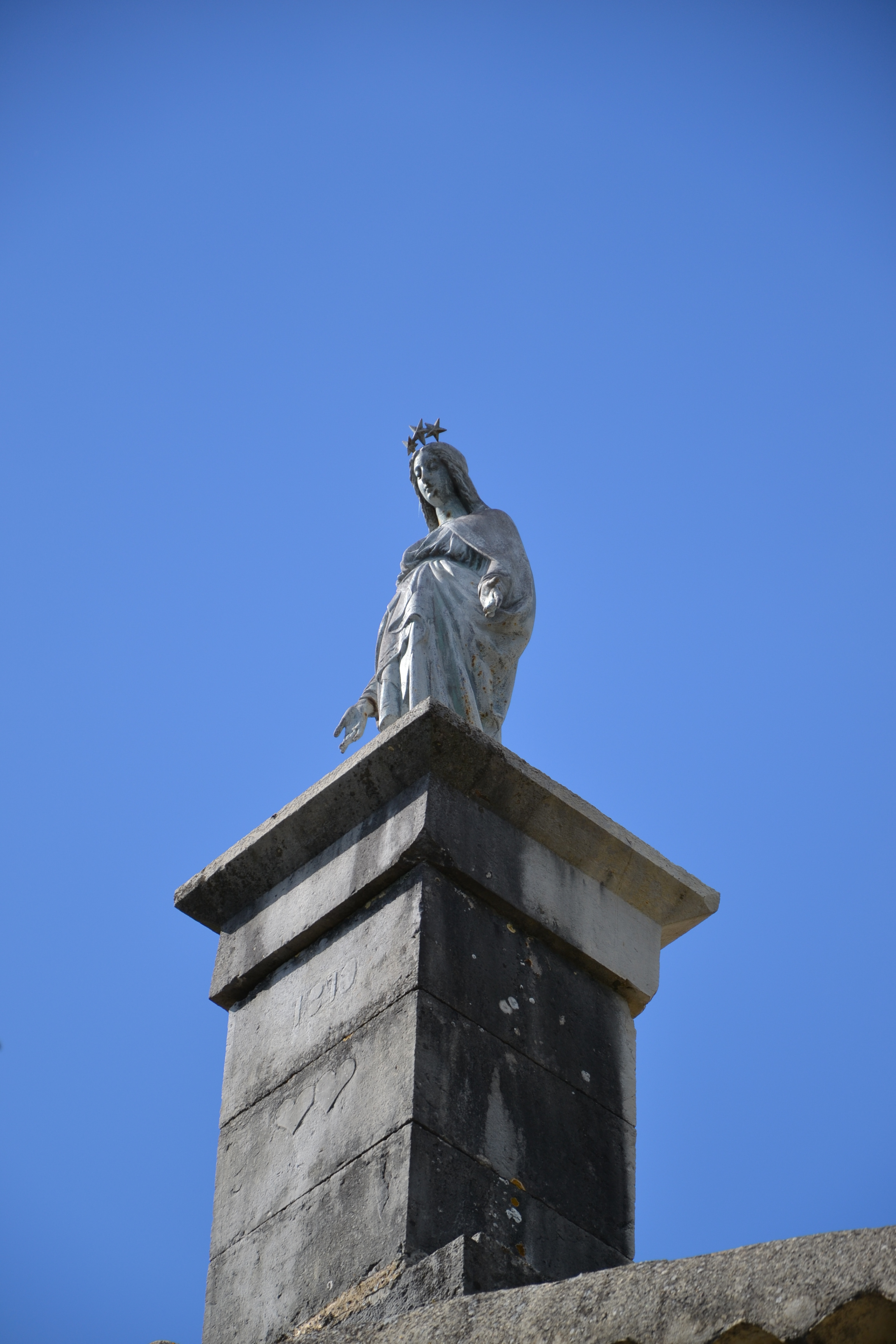
Statue de la Vierge surmontant le portail.